# Körösfői-Kriesch Aladár
Körösfői-Kriesch Aladár (egyes forrásokban Körösfői Kriesch) (Buda, 1863. október 29.– Budakeszi, 1920. június 16.) magyar festő, szobrász, iparművész, a szecesszió kiváló képviselője.

## Életútja

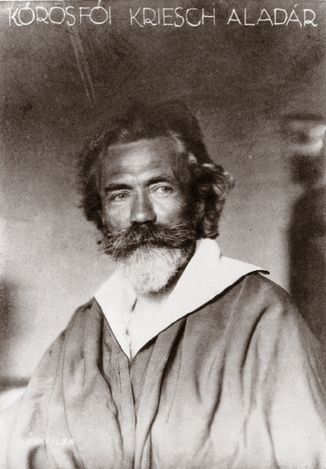
Körösfői-Kriesch Aladár

Kriesch János (1834–1888) zoológus fia. Mintarajziskolai tanulmányai alatt Székely Bertalan és Lotz Károly voltak a mesterei. München és Velence után 1891/92-ben Rómában volt ösztöndíjas. 1895. augusztus 15-én megházasodott; a kolozsvári Főtéri római katolikus templomban tartotta esküvőjét kökkösi Újvárossy Ilonával (Ilkával). Abt Antal és Szamossy János egyetemi tanárok voltak a násznagyok.
1896-ban rövid ideig a párizsi Julian Akadémiát látogatta, előtte Olaszországban, Spanyolországban tett tanulmányutat.
1897–1902 között Az Országház dekorációs munkálataiban működött közre.
1901-ben Gödöllőn, az Erdő (ma a nevét viselő) utcában vett házat, ezzel megalapította a gödöllői művésztelepet Nagy Sándorral együtt, bár utóbbi csak 1907-ben költözött ide. Itt Ruskin és a preraffaeliták hatására a képzőművészet középkori festési technikáit próbálták feleleveníteni. Azonban legnagyobb érdemük a magyar szecesszió meghonosítása, a magyar kézműves- és népi hímzési motívumok tanulmányozása, utóbbiak ihlették Körösfőit számos szőnyegminta és textil falikép tervezésére. 1904-ben létrehozta a szövőiskolát. Az igényesebb képes kárpitok kivitelezését Párizsban megismert svéd származású barátja, a Gödöllőn letelepedő, műtermet is építtető Leo Belmonte vállalta.
1913-tól az Iparművészeti Iskolában tanított. 1913-ban Céhbeliek néven művészcsoportot szervezett.
Számos művét őrzi a Magyar Nemzeti Galéria és a Gödöllői Városi Múzeum.

## Főbb művei

### Festmények
- Korai történelmi képek
  - Az 1568-as tordai országgyűlés
  - II. Rákóczi György halála
  - Eger ostroma (1552)
- Az Országház Vadásztermében freskói
  - Vadászat. Etele megmenti Budát
  - Halászat a Balatonon a 15. században
- Falképek a Zeneakadémia előcsarnokában
  - A művészet forrása (1907)
- Arcképek
- A marosvásárhelyi Kultúrpalota falképei
- Zách Klára története I. és II.

### Mozaikképek
(kivitelezte Róth Miksa)
- Kerepesi temető, árkádok kupolája
- Velencei Magyar állandó kiállítási csarnok: Isten kardja, Aquileia ostroma; Imre herceg; Balassi Bálint stb. (1912)

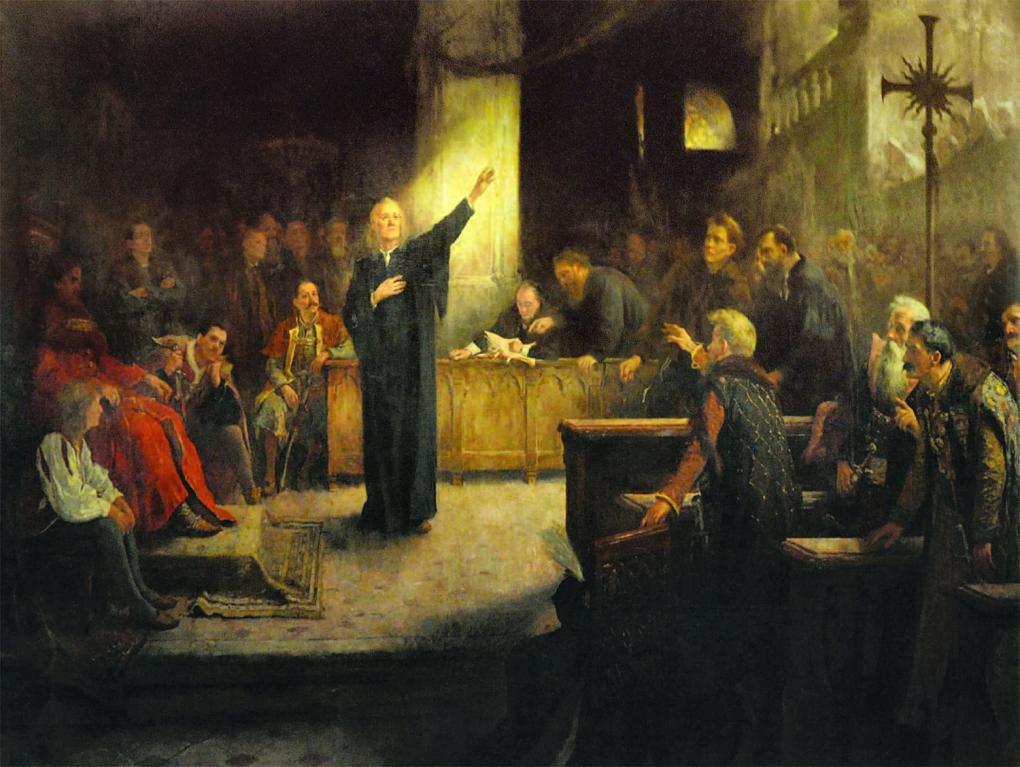
Az 1568-os tordai országgyűlés, 1896
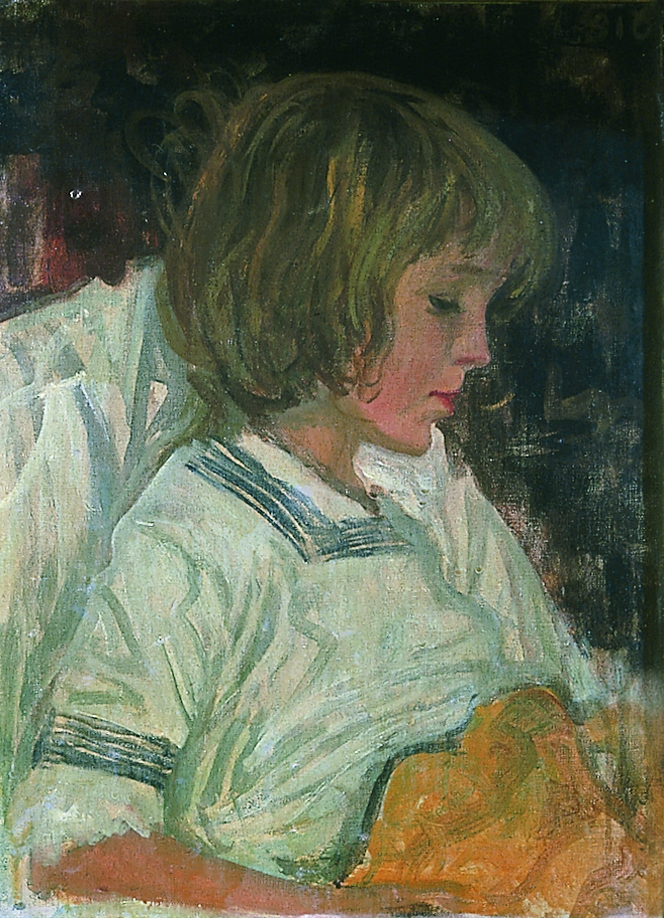
Tamás betegen Gödöllői Városi Múzeum
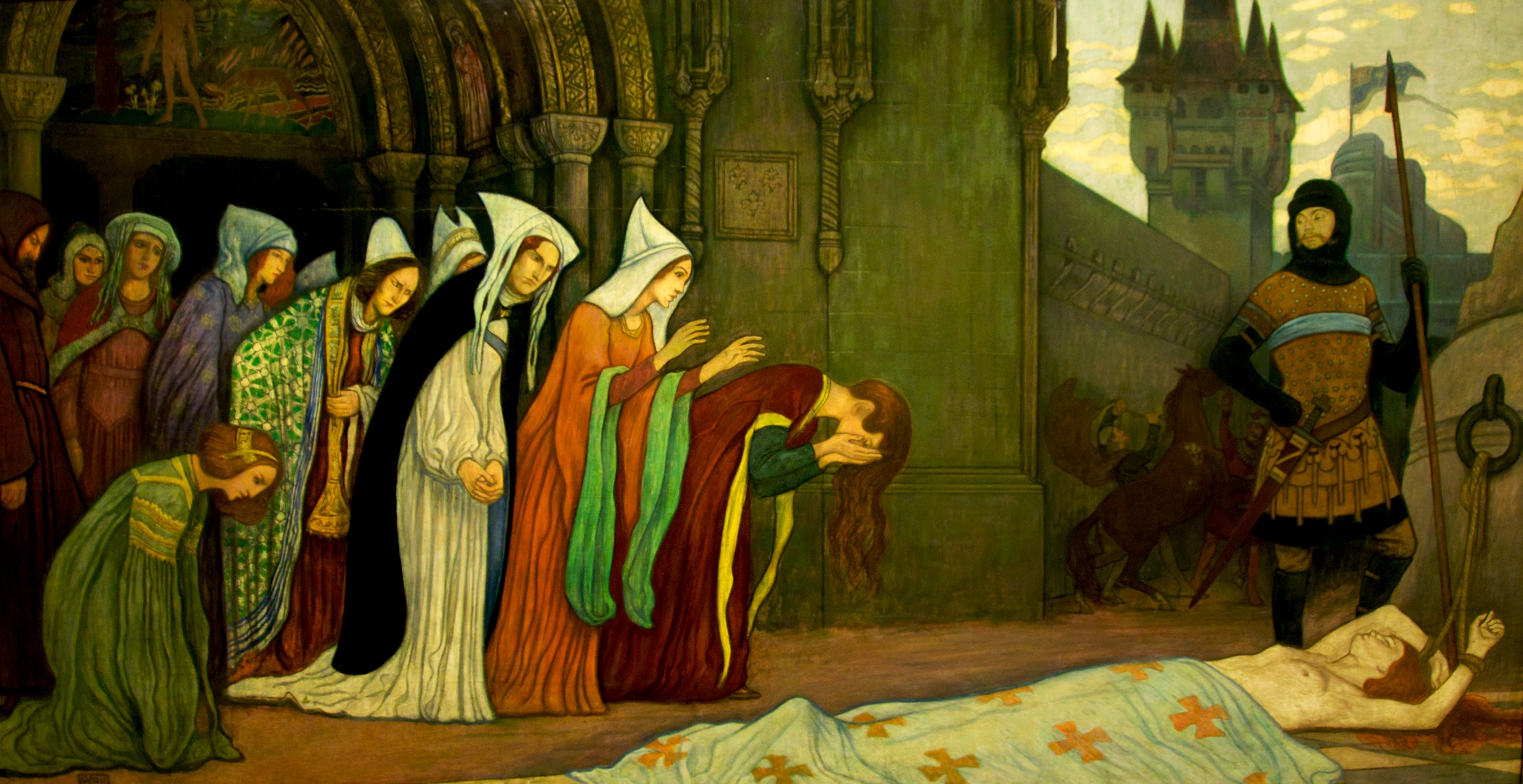
Zách Klára története II olajfestmény, Magyar Nemzeti Galéria
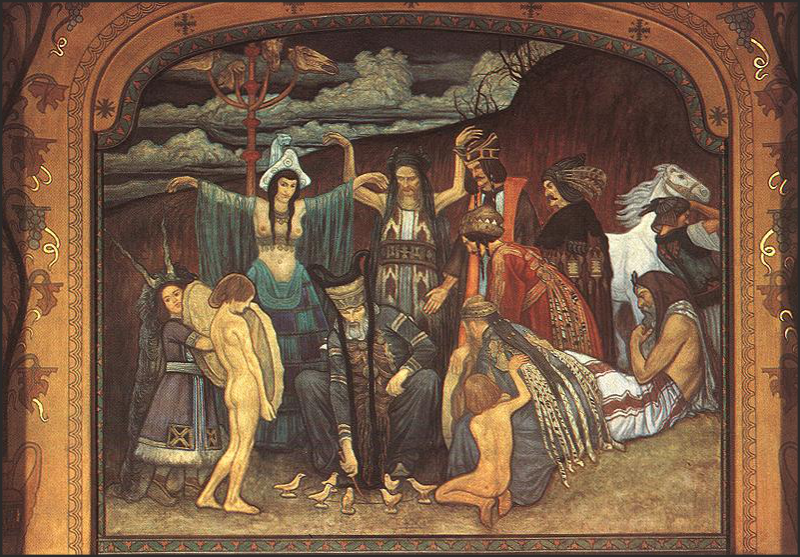
Sámánok körtánca, 1911 Marosvásárhely, Kultúrpalota
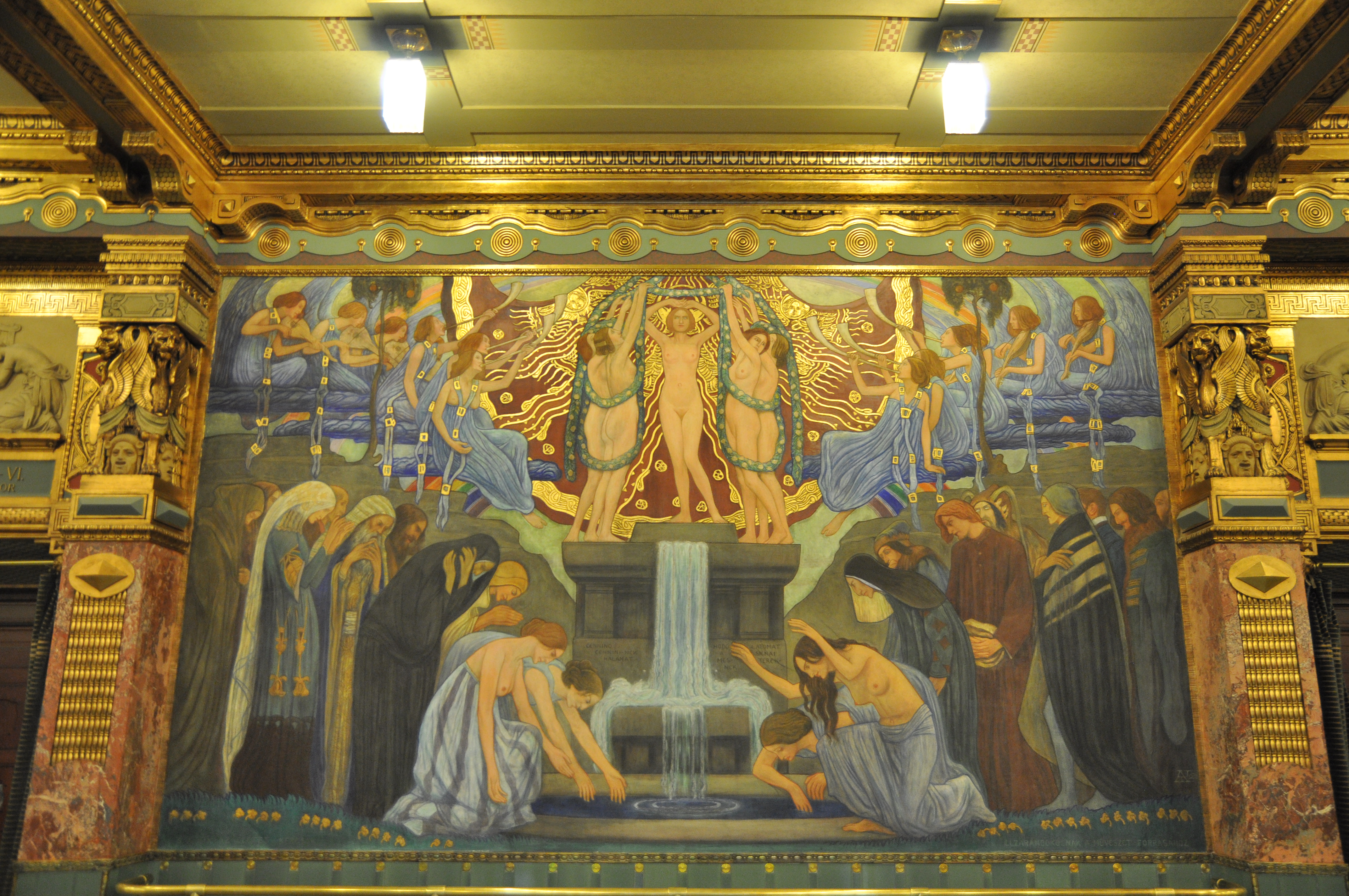
A művészet forrása, 1907 freskó, Zeneakadémia előcsarnoka
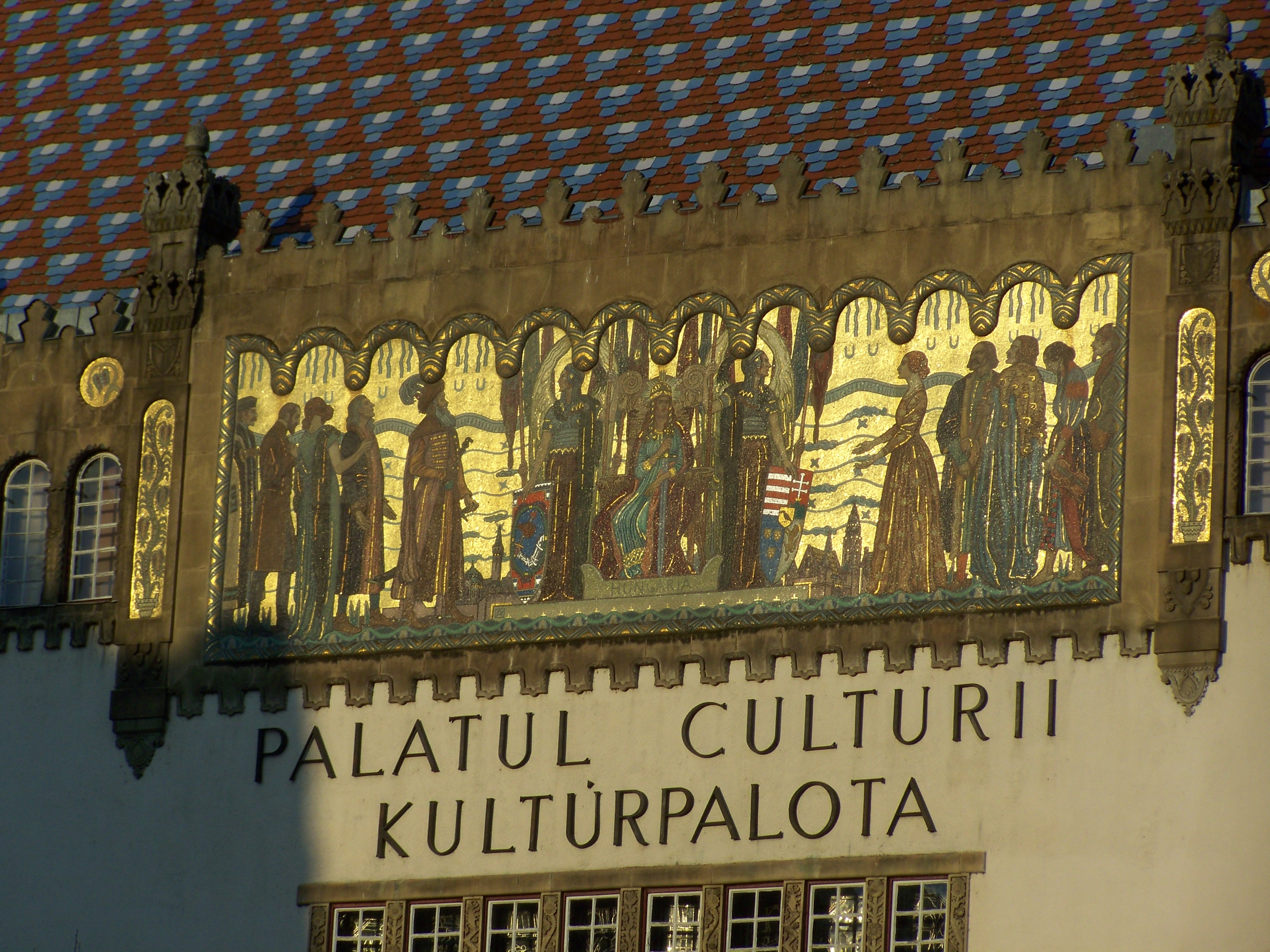
Hódolat Hungáriának mozaik, Marosvásárhely, Kultúrpalota

### Írásai
- Lotz Károly emléke (Bp., 1905)
- Ruskinről s az angol praerafaelitákról (Bp., 1904) Online
- Naplók (Bp., 2005)

## Emlékezete
- Gödöllőn
  - utca viseli nevét,
  - ahol emléktáblája
  - és a városi temetőben sírja is megtalálható.
  - A Városi Múzeum előtt áll mellszobra.

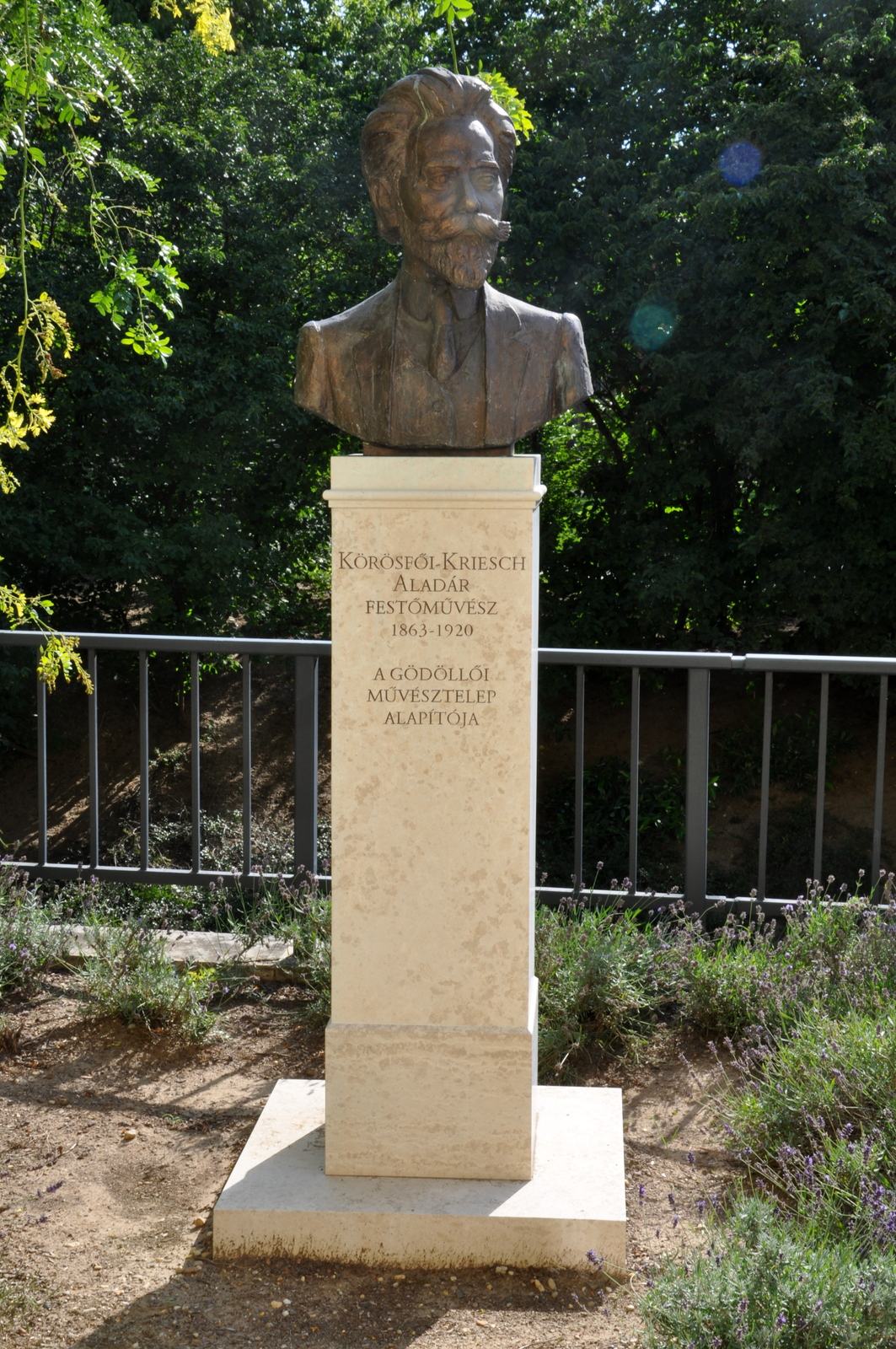
Mellszobra a Gödöllői Városi Múzeum előtt
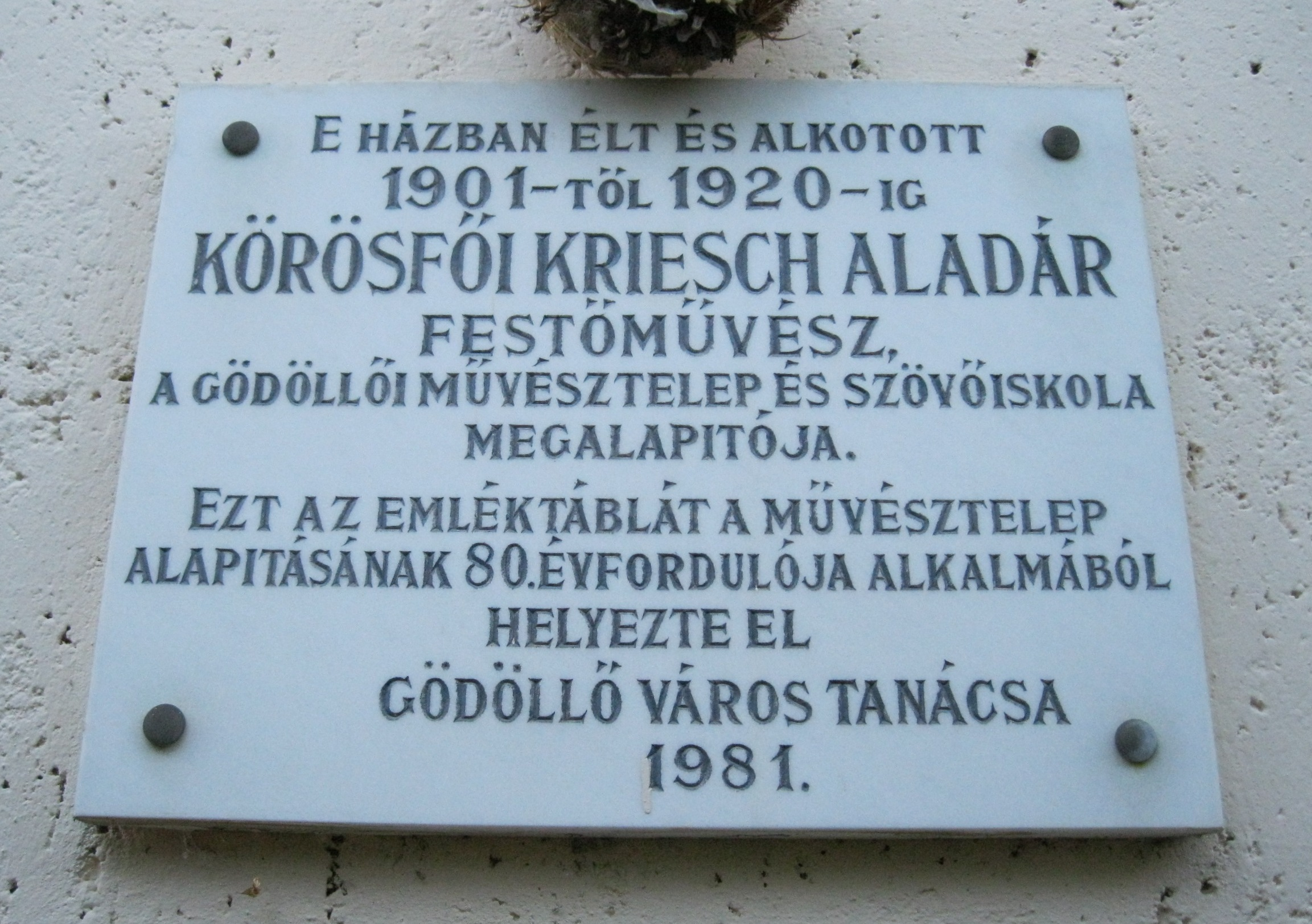
Emléktáblája Gödöllőn, Körösfői Kriesch Aladár utca 28.
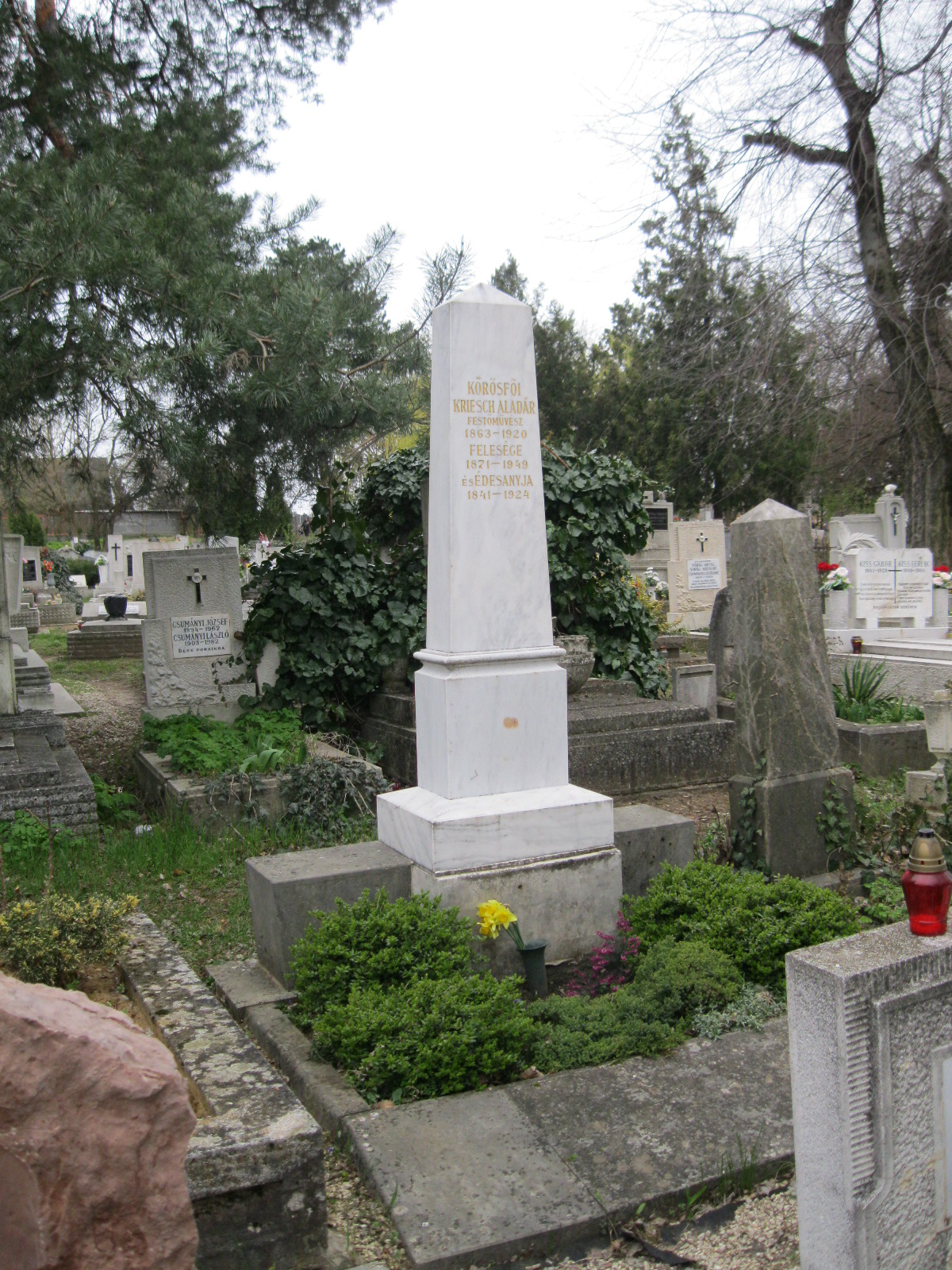
Sírja a gödöllői városi temetőben